# 盧卡斯·卡拉布雷斯
盧卡斯·卡拉布雷斯（Lucas Calabrese，1986年12月12日—）是一名阿根廷帆船運動員，曾代表國家參加2012年倫敦奧運的雙人小艇470型比賽，並獲得一面銅牌。